# Harald Momm

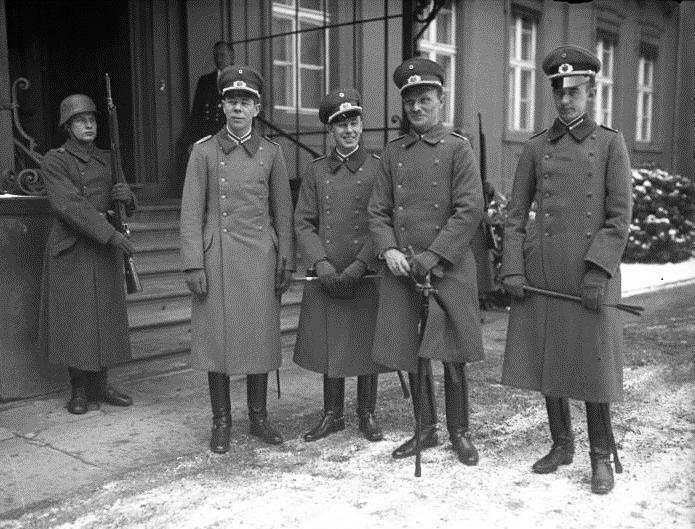
Empfang beim Reichspräsidenten von Hindenburg (1930): Freiherr von Nagel, Harald Momm, Rudolf von Waldenfels, Kurt Hasse (v. l. n. r.)

Harald Momm (* 15. November 1899 in Trier; † 6. Februar 1979 in München) war ein deutscher Springreiter und Oberst der Wehrmacht.

## Leben
Der Sohn des Regierungsbeamten Wilhelm Momm besuchte zwischen 1907 und 1917 das Gymnasium und begann anschließend seine Offizierslaufbahn als Ulan. Im Ersten Weltkrieg wurde er in Italien und Frankreich eingesetzt und wurde schließlich Leutnant beim Grenzschutz. 1924 wurde er in die Reichswehr übernommen.

### Sport
1927 wurde Harald Momm Bereiter im Springstall der Kavallerieschule Hannover. Der Fuchswallach Baccarat (* 1919 in England), mit dem er 1933 das Deutsche Spring Derby gewann, war ab 1929 in seinem Besitz. 1934 wurde Momm erneut an die Kavallerieschule berufen und wurde 1936 ihr Leiter. Nach den Olympischen Sommerspielen 1936 wurde er Chef der Deutschen Springreiter.

### Zweiter Weltkrieg
Bei Kriegsbeginn war er Ordonnanzoffizier von Generalfeldmarschall Wilhelm Keitel. Zwischen 1941 und 1943 wurde Momm an die Ostfront versetzt. Hier stellte er sein militärisches Wissen unter Beweis, so dass er 1943 Oberst und Kommandant der Heeres-, Reit- und Fahrschule in Potsdam wurde. Die Freundschaft mit Oberst Claus Schenk Graf von Stauffenberg sollte jedoch seiner Karriere schaden. Wegen der abfälligen Bemerkung „Ordonnanz, eine Flasche Schampus, das Schwein ist tot!“ in Zusammenhang mit dem 20. Juli 1944 wurde Momm degradiert und zur SS-Division unter der Leitung von Oskar Dirlewanger versetzt. Dort wurde er noch in den letzten Kriegsmonaten zum SS-Hauptsturmführer und Bataillonskommandeur befördert.

### Nachkriegszeit
Ende April 1945 geriet Momm in der Nähe von Berlin in sowjetische Kriegsgefangenschaft, aus der er Ende 1949 zurückkehrte. Bald gelang es ihm beruflich Fuß zu fassen, indem er Geschäftsführer der Vereinigten Hirsch-Kohlewerke wurde. Eine in der Gefangenschaft zugezogene Lungenerkrankung – er wurde im Bergbau eingesetzt – verhinderte das Fortsetzen seiner sportlichen Karriere. Trotzdem blieb er Chef der Springreiter, unter anderem 1956 bei den Olympischen Reiterspielen in Stockholm.
Als einer der wenigen Offiziere der Strafeinheit Dirlewanger wurde Momm nach dem Krieg in seinen alten Rang als Oberst rehabilitiert.

## Familie
Harald Momm war mit Ilse Momm verheiratet und der Onkel von Wilhelm von Keudell.